# SOCOM (série de jogos eletrônicos)
SOCOM é uma série de jogos eletrônicos de tiro tático em terceira pessoa com temática militar criado por David Sears em seu estúdio Zipper Interactive e publicado pela Sony Interactive Entertainment. A série foi iniciada em 2002 com o jogo SOCOM: U.S. Navy SEALs e seu último título foi SOCOM 4: U.S. Navy SEALs em 2011. A série consiste em 10 jogos, lançados exclusivamente nas plataformas da Sony, Playstation 2, Playstation Portable e Playstation 3. O título da série (SOCOM) vem da abreviatura em inglês do Comando de Operações Especiais dos Estados Unidos. Em todos os jogos, os jogadores controlam várias equipes da Navy SEALs que terão que completar missões antiterroristas ao redor do mundo.
Apesar da Zipper Interactive ter desenvolvido boa parte dos jogos da franquia, os jogos SOCOM: U.S. Navy SEALs Tactical Strike, SOCOM: U.S. Navy SEALs Confrontation e SOCOM: U.S. Navy SEALs Fireteam Bravo 3 foram desenvolvidos pela Slant Six Games.

## Jogos
| Título                                  | Data de lançamento      | Desenvolvedora     | Publicadora                 | Plataforma           |
| --------------------------------------- | ----------------------- | ------------------ | --------------------------- | -------------------- |
| SOCOM: U.S. Navy SEALs                  | 27 de agosto de 2002    | Zipper Interactive | Sony Computer Entertainment | PlayStation 2        |
| SOCOM 2: U.S. Navy SEALs                | 4 de novembro de 2003   | Zipper Interactive | Sony Computer Entertainment | PlayStation 2        |
| SOCOM 3: U.S. Navy SEALs                | 11 de outubro de 2005   | Zipper Interactive | Sony Computer Entertainment | PlayStation 2        |
| SOCOM: U.S. Navy SEALs Fireteam Bravo   | 8 de novembro de 2005   | Zipper Interactive | Sony Computer Entertainment | PlayStation Portable |
| SOCOM: U.S. Navy SEALs Combined Assault | 7 de novembro de 2006   | Zipper Interactive | Sony Computer Entertainment | PlayStation 2        |
| SOCOM: U.S. Navy SEALs Fireteam Bravo 2 | 21 de novembro de 2006  | Zipper Interactive | Sony Computer Entertainment | PlayStation Portable |
| SOCOM: U.S. Navy SEALs Tactical Strike  | 6 de novembro de 2007   | Slant Six Games    | Sony Computer Entertainment | PlayStation Portable |
| SOCOM: U.S. Navy SEALs Confrontation    | 14 de outubro de 2008   | Slant Six Games    | Sony Computer Entertainment | PlayStation 3        |
| SOCOM: U.S. Navy SEALs Fireteam Bravo 3 | 16 de fevereiro de 2010 | Slant Six Games    | Sony Computer Entertainment | PlayStation Portable |
| SOCOM 4: U.S. Navy SEALs                | 19 de abril de 2011     | Zipper Interactive | Sony Computer Entertainment | PlayStation 3        |